# 르슈카니구
르슈카니구(루마니아어: Rîşcani)는 몰도바 북서부에 위치한 구로 행정 중심지는 르슈카니이며 면적은 936km2, 인구는 70,000명(2011년 기준)이다. 서쪽으로는 프루트강을 경계로 루마니아와 국경을 접하며 북쪽으로는 에디네츠 구와 돈두셰니 구, 동쪽으로는 드로키아 구와 슨제레이 구, 남쪽으로는 글로데니 구, 벌치와 접한다.